# Myrmica kozlovi
Myrmica kozlovi är en myrart som beskrevs av Mikhail Dmitrievich Ruzsky 1915. Myrmica kozlovi ingår i släktet rödmyror, och familjen myror.

## Underarter
Arten delas in i följande underarter:
- M. k. kozlovi
- M. k. mekongi
- M. k. ruzskyi
- M. k. subalpina
- M. k. subbrevispinosa